# ニコライ・ジミャトフ
ニコライ・ジミャトフ（Nikolay Semyonovich Zimyatov、ロシア語: Николай Семёнович Зимятов、1955年6月28日 - ）は、ソビエト連邦モスクワ州Rumyantsevo出身の元クロスカントリースキー選手。指導者。1970年代末から1980年代に国際大会で活躍した。

## プロフィール
ジミャトフは2度のオリンピック出場で計4個の金メダルと1個の銀メダルを獲得、また1978年ノルディックスキー世界選手権では30kmで銀メダルを獲得した。
1988年現役引退後はクロスカントリースキーのコーチとして活動し、2002年ソルトレークシティオリンピックにはロシア代表チームのコーチとして参加した。